# Mette Høeg
Mette Høeg (født 1985) er en dansk litteraturforsker, litteraturkritiker og foredragsholder.
Hun har en ph.d.-grad i litteratur fra King's College i London.
Høeg har som skribent været tilknyttet Weekendavisen, Berlingske og Frihedsbrevet.
I maj 2015 var Høeg involveret i en litterær fejde efter at have udgivet et indlæg i Weekendavisen under titlen "Dansk litteratur lider under kvindelig dominans".
Hun var hovedpersonen i dokumentarfilmen Se nu stiger solen fra 2017, der kom i kølvandet på fejden.